# Platense Fútbol Club
El Platense Fútbol Club es un  club de fútbol hondureño de la ciudad de Puerto Cortés, Departamento de Cortés. Fue fundado el 4 de julio de 1960 y participa en la Liga Nacional de Fútbol de Honduras, la máxima categoría. 
Fue el primer campeón de la Liga Nacional de Fútbol de Honduras y único campeón nacional, debido a que en el torneo de 1965 aún existía la Liga Amateur y la Liga Nacional. Por tanto había una confusión entre quien era el verdadero campeón nacional, lo cual conllevó a que Platense jugara dos partidos contra el campeón de la liga amateur, obteniendo triunfos en ambos cotejos.
El Platense Fútbol Club juega sus partidos de local en el Estadio Excelsior, ubicado en la ciudad de Puerto Cortés. El estadio cuenta con una capacidad para 7.500 espectadores y es uno de los más antiguos e históricos del país.

## Historia

### Fundación
El Club Deportivo Platense fue fundado el 4 de julio de 1960 por un grupo de amantes del fútbol. “Hacer referencia de un equipo tan querido como el nuestro es el que hacer del porteño en la parte deportiva... Es un 100 por ciento orgullo de nosotros y Puerto Cortés es el apellido del Platense”, dijo en su oportunidad uno de los presidentes del Club Deportivo Platense.
El Platense fue una de idea de un grupo de entusiastas amantes del fútbol liderados por don: Roberto Mejía, quienes en poco tiempo tuvieron la oportunidad de ver como su equipo, se convertía en un verdadero protagonista de los torneos; locales, departamentales y nacionales de los cuales participaba. A pesar de sus triunfos iniciales, no todo ha sido color de rosa para los ‘selacios’; quienes también han tenido la oportunidad de experimentar, el sabor amargo del descenso.
El Club Deportivo Platense fue fundado el 4 de julio de 1960; en el barrio Campo Rojo de Puerto Cortés, a iniciativa de don Roberto Mejía. Según la primera acta, asistieron a la casa del señor René Paiz para fundar un nuevo equipo de fútbol las siguientes personas: René Paiz, Roger Riera, Roberto Mejía, Roosevelt Garbut, Manuel Flores, Héctor Sánchez, Rolando Méndez, Samuel Williams, Rodolfo Williams, Ricardo Fúnez, Julio Linares, Oscar Pineda, Raúl Betancourt, Francisco Maldonado, Humberto Dole, Rolando Zavala y Reginaldo Guevara.
Una vez reunidos; este grupo de personas procedieron a bautizar el Club. Se barajaron varios nombres de equipos internacionales pero, “casi todos eran nombres de equipos argentinos porque aquí circulaba mucho la revista de fútbol El Gráfico y nosotros vimos el de Platense, nos gustó... Se puso a votación y por mayoría quedó estipulado que así se nombraría”. Recordó don Roberto Mejia.

### Era amateur
En sus primeros meses; el Club Deportivo Platense tuvo que conformarse con enfrentar equipos burocráticos del puerto y sus alrededores. Desde San Pedro Sula también llegaban a Puerto Cortés, equipos invitados a jugar contra el Platense, ya que en ese entonces no había ligas establecidas.
A raíz del nacimiento del Platense, se conformó la Liga Porteña que actualmente funge como liga de tercera división. El Platense se federó, y fue así como empezó a participar en los nuevos torneos oficiales, donde doblegaba a los equipos locales, incluyendo al Porvenir FC; uno de sus más fieros rivales.
Posteriormente, el fútbol del Platense comenzó a trascender fuera de los torneos locales y a solamente tres años de su fundación, “Los Tiburones Blancos” ya se habían convertido en campeones departamentales de Cortés dejando en el camino, equipos de más tradición futbolística como lo eran: Marathón, España, La Salle e Independiente de San Pedro Sula, así como los clubes: Hibueras y Sula de La Lima.
Después de este torneo departamental, el Platense tuvo la oportunidad de pelear el título regional contra los representantes de Atlántida (Club Vida) y Yoro (El Progreso), quienes también se vieron doblegados por el cuadro 'Blanco'.
Luego de dejar en el camino a estos dos equipos, el Platense tuvo, la oportunidad de pelear el último campeonato nacional amateur contra el Club Deportivo Olimpia. Este título, se le fue de las manos, al caer derrotado en el partido decisivo por marcador de 0-1.

### Era profesional
Con la eliminación de los torneos regionales en Honduras, se fundó entonces, la Liga Nacional de Fútbol No Aficionado en 1964, y el Club Platense, pasó a formar parte de los 10 clubes originales de la Liga.
El arribo de la Liga Nacional, también marcó la llegada al Platense; de una buena cantidad de entusiastas dirigentes como: don Samuel Medina, don Humberto Soriano Aguilar, Judá Guzmán Fúnez, David Menjívar Jiménez, Mario Enrique Prieto, Ricardo García Paíz, Germán Guzmán, Danilo Rodríguez, Luis Villalobos, Austin Beaumont, etc. Quienes vinieron a darle a la institución, un gran apoyo económico y logístico.

#### Primer título (1965)
Con el apoyo de estos directivos, y el gran talento individual y colectivo que tenía el Platense; este club, saltó a la cancha el 18 de julio de 1965 para disputar y ganar su primer partido de liga contra el equipo La Salle de San Pedro Sula. Este primer triunfo; marcó la pauta de lo que al final, concluiría en la obtención del primer campeonato de la Liga Nacional de Fútbol de Honduras, por parte del Club Deportivo Platense.
Entre los miembros históricos del equipo 'Tiburón' y de la Liga Nacional que ganó el primer torneo liguero, se encontraban: León Jallú, Ricardo “Cañón” Fúnez, Miguel Howell, Jorge Alberto Solís, Gustavo Croasdaile, Francisco Brocato, Gilberto Solís, Federico Anderson, Gilberto Zavala, Roosevelt Garbuth, Alexander “Nina” Guillén “Chita” Arzú, Santos “Kubala” Díaz, Raúl Betancourt, Eduardo Murillo, Carlos “Care” Alvarado, Thomás Máximo, “Choloma” Romero, Félix “Mantequilla” Guerra, todos muy bien dirigidos por el entrenador nacional: Carlos “El Zorro” Padilla.

#### El descenso (1982)
Así como el Platense ha disfrutado las mieles de la victoria, así también ha experimentado lo amargo del descenso. Entre 1980 y 1981, el Club experimento un bajón futbolístico, que lo llevó a perder la categoría en dos oportunidades. En su primer descenso, al club 'Tiburón' únicamente se le multó, y se le permitió que siguiese militando en la Liga, para el siguiente campeonato.
No obstante; a pesar de contar en sus filas con grandes jugadores, como: Domingo Drummond, Tony Laing, el brasileño David Pinho y el salvadoreño Luis Baltazar "Pelé" Zapata entre otros, la participación del Platense, continuó siendo desastrosa.
Por todo lo anterior; en 1981, después de terminar en el último lugar de la tabla de posiciones; esta vez, la Liga Nacional de Fútbol de Honduras no perdonó al equipo 'escualo', y lo envió a la división de ascenso.
Pero la participación del Club Deportivo Platense, en la segunda división duró solamente un año, ya que con el liderazgo de los mundialistas de España 1982: Eduardo Laing y Domingo Drummond, el equipo volvió a retomar su lugar en la División de Honor, al poder ascender para la temporada de 1983-84.

#### Copa de Campeones 1998
En la ronda preliminar de la Copa de Campeones de la Concacaf 1998, el Platense se enfrentó al Aurora de Guatemala y el equipo de Platense obtuvo dos victorias de 2-1. También enfrentó al Real Verdes de Belice con un empate a cero goles en el primer partido y una goleada de 6-0 en el segundo. Finalmente, en esa primera ronda perdió por 0-1 ante el Club Deportivo Luis Ángel Firpo de El Salvador.
En la segunda ronda se enfrentó al Deportivo Saprissa de Costa Rica, con los cuales cayó derrotado por 3 goles a 1. Luego derrotó al Comunicaciones de Guatemala por 3-1. Posteriormente se volvió a enfrentar a Saprissa con un fatídico empate de 0-0. En el último partido que Platense jugó, perdió ante Comunicaciones por 1-2.

#### Segundo título (2001)
Después de haber obtenido el primer campeonato de la Liga Nacional de Fútbol de Honduras en 1965, el Club Deportivo Platense, tuvo que esperar 36 años para ganar su segundo campeonato. El nuevo formato de torneos cortos (apertura – clausura) disputado a través de semifinales, le permitió al Platense, dirigido por el Argentino Alberto Romero, disputar la final; en una serie de dos partidos contra el Club Deportivo Olimpia.
El primer partido disputado en Puerto Cortés, terminó con triunfo 'Tiburón' por marcador de 1-0; con gol anotado por el argentino Marcelo Verón. El partido de vuelta, fue para los 'albos' del Olimpia por el mismo marcador, con gol anotado por: Danilo Tosello.
Esto obligó a los equipos a irse a tiempos extras. El campeón saldría del equipo que anotara el primer gol (Gol de Oro). Fue así como el Club Deportivo Platense, con gol de Rony Morales conquistó su segundo campeonato de Liga Nacional; al ganar la serie global por marcador de 2-1.
Por la institución han pasado grandes directivos que han dejado huella en el representativo porteño. Entre ellos los hermanos de origen palestino, Salim y Giries (Jorge) Canahuati. Siendo este último el promotor de la venta de un jugador más grande en la historia del club permitiendo al equipo salvarse de una precaria situación financiera. Mario Sierra dejó su huella al ser el presidente del 2.º título nacional ganado al Olimpia en el mismísimo estadio Nacional de Tegucigalpa.

#### Tercer descenso y resolución del TAS
El día 24 de abril de 2022, firmó su 3.º descenso a Segunda División, siendo el entrenador Ramón Maradiaga y el presidente Wilson Williams tras el empate 0-0 vs Motagua.
El Tribunal de Arbitraje Deportivo (TAS) emitió el miércoles 16 de julio de 2025 un laudo a favor del Platense FC en el caso identificado como TAS 2023/A/9890, tras una disputa legal contra los clubes Real Sociedad, Honduras Progreso, la Liga Nacional de Fútbol de Honduras y la Federación de Fútbol de Honduras (FFH). El conflicto se originó por un reclamo del Platense ante la Liga Nacional, posteriormente trasladado a la Comisión de Apelaciones y finalmente al TAS.
El fallo del TAS revocó una resolución previa del 7 de agosto de 2023, y ordenó las siguientes medidas:
- Deducción de 7 puntos al  Club Deportivo Real Sociedad.
- Deducción de 5 puntos al Club Deportivo Honduras Progreso.
- Acreditación de 4 puntos al Platense FC.
- Revocación del descenso del Platense FC y su restitución a la Primera División, a más tardar al inicio de la temporada 2024–25.

El Jueves 17 de julio de 2025, un día después de hacerse público el fallo, la FFH confirmó que el Torneo Apertura 2025-26 de la Liga Nacional de Fútbol de Honduras iniciará el próximo martes 22 de julio de 2025 y se jugará con 11 equipos, incluyendo al Club Platense, marcando su retorno oficial a la máxima categoría del fútbol hondureño.

## Símbolos

### Escudo
En la parte superior del escudo cuenta con dos estrellas que representan los títulos de Liga Nacional de Honduras ganados por el club. Además consta de una cruz al centro que contiene cuatro cuarteles. En el cuartel izquierdo superior aparece un tiburón (mascota del club) y en el cuartel derecho superior aparece la Bandera de Honduras. En el cuartel izquierdo inferior aparece la bandera verde-blanco-verde que caracteriza al club y en el cuartel derecho inferior aparece un balón de fútbol.

### Bandera
La bandera del Platense cuenta con tres rayas verticales; la del lado izquierdo es verde, la de en medio es blanca y la del lado derecho también es verde. Esta bandera representa los dos colores con los cuales el Platense se ha identificado a lo largo de su historia (verde y blanco).

### Mascota
La mascota del Platense es un tiburón blanco.

## Uniforme
- Uniforme titular: Camisa, pantalón y medias blancas.
- Uniforme alternativo: Camisa, pantalón y medias verdes.

| Período       | Proveedor     |
| ------------- | ------------- |
| 1997 - 2000   | Sport 2000    |
| 2001 - 2007   | Umbro         |
| 2007 - 2013   | Joma          |
| 2013          | Kaiser        |
| 2014 - 2016   | Genérico      |
| 2016–2018     | Pirma         |
| 2018 - 2019   | Keuka         |
| 2019          | Sevilla Sport |
| 2020-2021     | Tuto Sport    |
| 2021-presente | Huriver       |

## Estadio
El Estadio Excelsior es un estadio que fue construido específicamente para la práctica del fútbol, pero también sirve para otras actividades, cuenta con una capacidad para 10 000 espectadores. El recinto deportivo es la casa oficial del Club Deportivo Platense y está ubicado en la ciudad de Puerto Cortés, Honduras.

## Datos del club
- Puesto histórico: 5.º
- Temporadas en 1.ª: 67 Temporadas
- Temporadas en 2.ª: 3 Temporadas
- Mejor puesto en la liga: 1.º
- Peor puesto en la liga: 10°
- Mayor número de goles en una temporada: 42

## Jugadores

### Plantilla 2025
- Los equipos hondureños están limitados a tener en la plantilla un máximo de cinco jugadores extranjeros.

### Altas Apertura 2025
| Altas            |               |                         |          |
| Jugador          | Posición      | Procedencia             | Tipo     |
| Javier Orobio    | Portero       | Meluca F. C.            | Traspaso |
| Gregory González | Defensa       | C. D. Real Sociedad     | Traspaso |
| Carlos López     | Defensa       | Matagalpa F. C.         | Traspaso |
| Marco Reyes      | Mediocampista | Estrella Roja de Danlí  | Traspaso |
| Ilce Barahona    | Mediocampista | Real C. D. España       | Traspaso |
| Everest Lagos    | Mediocampista | C. D. Brasilia          | Traspaso |
| Osman Rodríguez  | Delantero     | C. D. Lobos UPNFM       | Traspaso |
| Nahuel Luna      | Delantero     | C. D. Hondupino         | Traspaso |
| Georgie Welcome  | Delantero     | C. D. Parrillas One     | Traspaso |
| Aldo Fajardo     | Delantero     | C. D. Honduras Progreso | Traspaso |

### Bajas Apertura 2025
| Bajas              |               |                |                 |
| Jugador            | Posición      | Destino        | Tipo            |
| Julani Archibald   | Portero       | Bandera de ?   | Fin de contrato |
| Marcos Martínez    | Defensa       | Bandera de ?   | Fin de contrato |
| Jaffet Sabillón    | Defensa       | Bandera de ?   | Fin de contrato |
| Alain Santos       | Mediocampista | C. D. Choloma  | Traspaso        |
| Alexander Aguilar  | Mediocampista | Bandera de ?   | Fin de contrato |
| Jonathan Fuentes   | Mediocampista | Bandera de ?   | Fin de contrato |
| Arnold López       | Mediocampista | Bandera de ?   | Fin de contrato |
| Durvin Sánchez     | Delantero     | C. D. Victoria | Traspaso        |
| Luis Canales       | Delantero     | Bandera de ?   | Fin de contrato |
| Álvaro Klusener    | Delantero     | Bandera de ?   | Fin de contrato |
| Jean Rentería      | Delantero     | Bandera de ?   | Fin de contrato |
| Johan Stiven Gómez | Delantero     | Bandera de ?   | Fin de contrato |
| Jesús David Posso  | Delantero     | Arsenal SAO    | Traspaso        |

### Goleadores
| #  | Nombre                    | Goles |
| -- | ------------------------- | ----- |
| 1  | Juan Manuel Cárcamo       | 65    |
| 2  | Francisco Ramírez         | 54    |
| 3  | Raúl Centeno Gamboa       | 53    |
| 3  | Julio César de León       | 53    |
| 5  | Eduardo Laing             | 45    |
| 6  | Oscar Piedrahíta          | 33    |
| 7  | Marcelo Ferreira          | 28    |
| 7  | Carlos "Care" Alvarado    | 27    |
| 9  | Dennis Caballero          | 26    |
| 10 | Luis Alonso Perdomo       | 25    |
| 11 | Álvaro “ Totti “ Klusener | 25    |

## Entrenadores

### Listado de todos los tiempos
| - Jaime Hormazábal - Carlos Padilla (1965-1967) - Roberto Scalessi (1977) - Haroldo Cordón (1981-1982) - Jorge Roberto Duvanced (1996) - Ariel Sena (1996–1997) - Carlos Padilla (1998-1999) - José de la Paz Herrera (1999–2001) - Carlos Tábora (2001) - Alberto Romero (2001–2003) - Flavio Ortega (2005) - Roque Alfaro (2006) - Héctor Vargas (2006-2007) - Alberto Romero (2007) - Roque Alfaro (2007–2008) - Nahúm Espinoza (2008–2009) - Rubén Guifarro (2009) - Héctor Vargas (2009–2011) | - Jairo Ríos (2011) - Carlos De Toro (2011) - Roque Alfaro (2011–2012) - Alberto Romero (2012) - Hernán García (2012–2013) - Germando Adinolfi (2013) - Guillermo Bernárdez (2013–2014) - Carlos Martínez (2014–2015) - Carlos Tábora (2015) - Ricardo Ortiz (2015) - Ariel Sena (2016) - Reynaldo Clavasquín (2016–2017) - Jorge Lozano (2017) - Jairo Ríos (2017–2018) - Carlos Martínez (2018–2019) - Carlos Caballero (2019) - Anthony Torres (2019) - Héctor Castellón (2019) - Guillermo Bernárdez (2019-2020) - Nicolás Suazo (2020) - Jhon Jairo López (2020-2021) - Nicolás Suazo (2021) - Ramón Maradiaga (2021-2022) - Augusto Camejo (2022-2023) - Rommel Salgado (2023) - Elvin Díaz (2023) - Fernando Araújo (2023) - Raúl Cáceres (2023-Act.) |

## Palmarés

### Torneos nacionales
- Liga Nacional de Fútbol de Honduras (2): 1965-66, Clausura 2001
- Copa de Honduras (3): 1996-97, 1997-98, 2018
- Liga de Ascenso (1): 1983
- Campeón Departamental de Cortés (Amistoso) (1): 1963
- Campeón Regional del Norte (Amistoso) (1): 1963
- Subcampeón de la Liga Nacional de Fútbol de Honduras en 1996-97, Apertura 2000-01 Apertura 2002-03 Apertura 2017-18
- Subcampeón de la Supercopa de Honduras en 1996-1997 y en 1997-1998
- Subcampeón de la  Copa Presidente en  2014 - 2015
- Campeón de la  Copa Presidente en  2018